# Catamicrophyllum caifanum
Catamicrophyllum caifanum är en mångfotingart som beskrevs av Karl Wilhelm Verhoeff 1900. Catamicrophyllum caifanum ingår i släktet Catamicrophyllum och familjen kejsardubbelfotingar. Inga underarter finns listade i Catalogue of Life.